# The Producers - Una gaia commedia neonazista
The Producers - Una gaia commedia neonazista (The Producers) è un film del 2005 diretto da Susan Stroman.
Il film è tratto dal musical The Producers, scritto da Mel Brooks e diretto dalla stessa regista teatrale, Susan Stroman, e con molti degli stessi protagonisti Nathan Lane, Matthew Broderick, Gary Beach e Roger Bart. Il musical a sua volta è tratto dal primo film diretto da Brooks, Per favore, non toccate le vecchiette del 1968.
Lo spettacolo ebbe un notevole successo e vinse 12 Tony Award nel 2001.
Il film ha ricevuto quattro candidature ai Golden Globe 2006 tra cui miglior film commedia o musicale e miglior attore protagonista in un film commedia o musicale per Nathan Lane.

## Trama
Nel 1959, in seguito al flop del musical teatrale Funny Boy (basato sull'Amleto di William Shakespeare), il produttore teatrale Max Bialystock assume il timido e nevrotico Leopold "Leo" Bloom come suo contabile. Mentre studia i libri contabili di Max, Leo osserva che poiché un fiasco potrebbe perdere denaro, l'IRS non ha interesse a indagare sulle finanze delle produzioni fallite. Leo, scherzosamente, dice che una commedia fallimentare potrebbe produrre molti più soldi di una di successo: vendendo un eccesso di azioni e appropriandosi dei fondi alla fine del fallimento, il flop potrebbe generare più soldi, perché non ci sarebbe da restituire i soldi ai finanziatori. Max chiede l'aiuto di Leo, ma quest'ultimo rifiuta.
Ritornato alla sua vecchia società di contabilità, Leo inizia a fantasticare di diventare un produttore di Broadway e alla fine lascia il suo lavoro per formare la società "Bialystock & Bloom" con Max. Alla ricerca della peggiore commedia mai scritta, il duo trova Primavera per Hitler, un musical scritto da un ex nazista di nome Franz Liebkind. Max e Leo, per acquisire i diritti sul musical, scendono a ogni patto e anche a fare il "giuramento di Sigfrido".
Per garantire il fallimento dello spettacolo, Max e Leo incontrano il regista fallito e stravagante Roger De Bris e la sua assistente Carmen Ghia. Roger è riluttante a dirigere, ma quando Max e Leo suggeriscono che potrebbe vincere il premio Tony, allora accetta, a condizione che lo spettacolo sia più "gay". Di ritorno nel loro ufficio, una donna svedese di nome Ulla appare per un'audizione. Anche se Leo fa notare che non hanno iniziato a fare casting, Max la assume come segretaria fino a quando non le faranno l'audizione. Per ottenere dei sostenitori per finanziare il musical, Max ha delle avventure con diverse donne anziane che gli permettono di raccogliere 2 milioni di dollari. Durante le audizioni per il ruolo di Hitler, Franz, arrabbiato per l'interpretazione di una canzone tedesca da parte di un artista, si precipita sul palco e la esegue egli stesso. Sulla base della performance, Max assume Franz per interpretare Hitler.
La sera dell'inaugurazione, mentre il cast e la troupe si preparano per salire sul palco, Leo augura a tutti buona fortuna. Franz esce per prepararsi e si rompe una gamba in una caduta per cui Max affida a Roger il ruolo di Hitler al suo posto, e Roger accetta. All'inizio dello spettacolo, il pubblico è inorridito dalla prima canzone e la gente inizia ad andarsene per il disgusto fino a quando Roger non fa la sua apparizione come Hitler. La rappresentazione di Hitler, eccessiva e involontariamente caricaturale, fa sì che il pubblico interpreti erroneamente l'opera come satira, facendo diventare lo spettacolo un successo.
Terrorizzato che l'IRS venga a conoscenza dei loro complotti, scoppia una disputa tra Max e Leo, che si interrompe quando Roger e Carmen entrano in ufficio per congratularsi con loro. Furioso con Roger per aver reso lo spettacolo un successo, Max lo affronta rabbiosamente. Quindi arriva Franz, che tenta di sparare a tutti e quattro per aver infranto il giuramento che gli avevano fatto; per questo motivo accorre la polizia. Mentre Max e Franz tentano di eludere gli agenti, Franz si rompe l'altra gamba.
Arrestato per frode fiscale, Max finisce in prigione mentre Leo fugge con Ulla a Rio de Janeiro. In procinto di essere condannato, Max è salvato da Leo, che torna per difenderlo. Il giudice li condanna entrambi a cinque anni di reclusione, poi, rendendosi conto che Max e Leo sono inseparabili, li invia entrambi al carcere di Sing Sing, dove i due trovano anche Franz.
Mentre in prigione scrivono un nuovo musical, Leo, Max e Franz vengono graziati per il loro lavoro dal governatore, che consentirà loro di collaborare con Roger e Ulla per il nuovo spettacolo, che sarà a sua volta un successo.

## Accoglienza
Il film ha riscosso un buon successo di critica, ma non ottenne i risultati sperati al botteghino, sia per quanto riguarda il circuito statunitense che quello italiano.